# Mianhu
Mianhu är en köping i sydöstra Kina. Den ligger i Jiexi härad i staden Jieyang i provinsen Guangdong, omkring 300 kilometer öster om provinshuvudstaden Guangzhou. Antalet invånare är 99 769. Befolkningen består av 48 767 kvinnor och 51 002 män. Barn under 15 år utgör 21,0 %, vuxna 15-64 år 70 %, och äldre över 65 år 8,0 %.